# Luhasoo Tájvédelmi Körzet
{{Elavult tartalom|replaced by [[:en:Luhasoo Nature Reserve]], see https://eelis.ee/default.aspx?state=5;68547593;est;eelisand;;&comp=objresult=ala&obj_id=1774649056}}
A Luhasoo Tájvédelmi Körzet (észtül: Luhasoo maastikukaitseala) természetvédelmi terület, Észtország déli megyéjében, Võrumaa területén, Rõuge községben. A  Luhasoo láp területéből 981 hektár tartozik a tájvédelmi körzethez. Természetvédelmi oltalmat e terület 1981-ben kapott. Három tava (a  Mustjärv, Tiksijärv és a Püksijärv) természetes tőzeglápok.

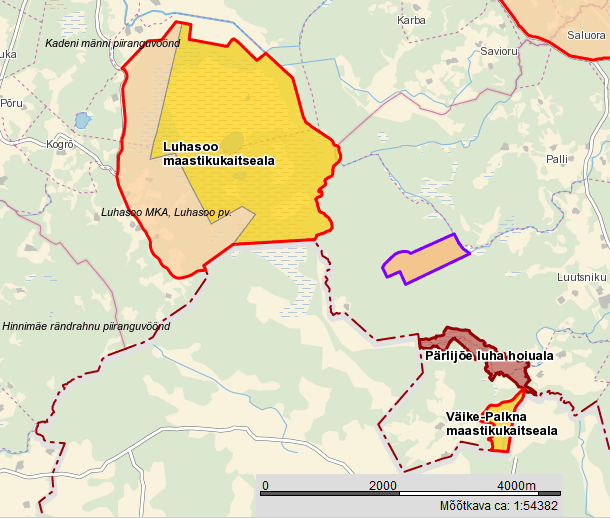

A természetvédelmi terület keleti határát a -folyó, déli határát a lett-észt államhatár alkotja. Nyugatról Haanja község határolja. 
A területen kialakítottak egy 4,5 km hosszú tanösvényt, amely az itt élő növény- és állatfajokat hivatott bemutatni. Kialakításánál figyelembe vették, hogy a környező fák által biztosított árnyékban haladjon az ösvény az út nagy részén.

## Fordítás
Ez a szócikk részben vagy egészben  a   Luhasoo maastikukaitseala című észt Wikipédia-szócikk ezen változatának fordításán alapul.  Az eredeti cikk szerkesztőit annak laptörténete sorolja fel. Ez a jelzés csupán a megfogalmazás eredetét és a szerzői jogokat jelzi, nem szolgál a cikkben szereplő információk forrásmegjelöléseként.